# Jim Cooper (cầu thủ bóng đá)
Jim Cooper (sinh ngày 19 tháng 1 năm 1942) là một cầu thủ bóng đá người Anh, thi đấu ở vị trí tiền vệ chạy cánh ở Football League cho Chester, Southport, Blackpool, Mansfield Town và Crewe Alexandra.